# Triangularia bambusae
Triangularia bambusae är en svampart som först beskrevs av J.F.H. Beyma, och fick sitt nu gällande namn av Karel Bernard Boedijn 1934. Triangularia bambusae ingår i släktet Triangularia och familjen Lasiosphaeriaceae.   Inga underarter finns listade i Catalogue of Life.